# Pokrivți, Jîdaciv
Pokrivți (în ucraineană Покрівці) este un sat în așezarea urbană Hnizdîciv din raionul Jîdaciv, regiunea Liov, Ucraina.

## Demografie
Componența lingvistică a localității Pokrivți
     Ucraineană (100%)
Conform recensământului din 2001, toată populația localității Pokrivți era vorbitoare de ucraineană (100%).